# Wsiewołod Meyerhold
Wsiewołod Emilewicz Meyerhold, także Mejerchold, ros. Всеволод Эмильевич Мейерхольд (ur. 28 stycznia?/9 lutego 1874 w Penzie, zm. 2 lutego 1940 w Moskwie) – rosyjski reżyser, aktor teatralny, twórca nowatorskiego współczesnego teatru sowieckiego.

## Życiorys

### Dzieciństwo i młodość
Przyszedł na świat jako ósme z kolei dziecko właściciela fabryki wódek i kupca, Emila Meyerholda, Niemca z Dolnego Śląska, osiadłego w Rosji. Na chrzcie (w kościele ewangelickim obrządku luterańskiego) otrzymał imiona Karl Theodor Casimir. Do 1895 roku miał obywatelstwo niemieckie. W 1895 roku ukończył II gimnazjum w Penzie. Rok wcześniej nie został dopuszczony do egzaminu dojrzałości. 24 czerwca przeszedł na prawosławie, przyjął obywatelstwo rosyjskie i imię Wsiewołod (wybrane jako wyraz hołdu dla ulubionego wówczas pisarza Wsiewołoda Garszina). Wstąpił na wydział prawa Uniwersytetu Moskiewskiego. W 1896 roku jako student uzyskał od ministra oświecenia zezwolenie na zawarcie małżeństwa z Olgą Munt, późniejszą aktorką. Wkrótce urodziła się córka Irina, pierwsza z trzech.
Porzucił studia uniwersyteckie, został przyjęty na drugi rok studiów w Szkole Muzyczno-Dramatycznej przy Moskiewskim Towarzystwie Filharmonicznym. Studiował pod kierunkiem Niemirowicza-Danczenki wraz z Olgą Knipper (późniejszą żoną Czechowa) i Iwanem Moskwinem. Wyróżniony srebrnym medalem, dyplom uzyskał w 1898 roku.

### Początki kariery
W 1898 roku został przyjęty do organizowanego w tym czasie zespołu Teatru Artystycznego pod kierownictwem Konstantego Stanisławskiego. W inauguracyjnym przedstawieniu Cara Fiodora Iwannowicza Aleksieja Tołstoja zagrał Wasyla Szujskiego. W ciągu czterech lat pracy u Stanisławskiego zagrał 18 ról, m.in. Księcia Aragońskiego w Kupcu weneckim, markiza Forlipopoli w Oberżyście Goldoniego, Trieplewa w Mewie Czechowa, Tejrezjasza w Antygonie Sofoklesa, Iwana Groźnego w Śmierci Iwana Groźnego Aleksieja Tołstoja (jako dubler Stanisławskiego), Tuzenbacha w Trzech siostrach Czechowa, Piotra w Mieszczanach Gorkiego.

### Towarzystwo Nowego Dramatu i Teatr-Studio

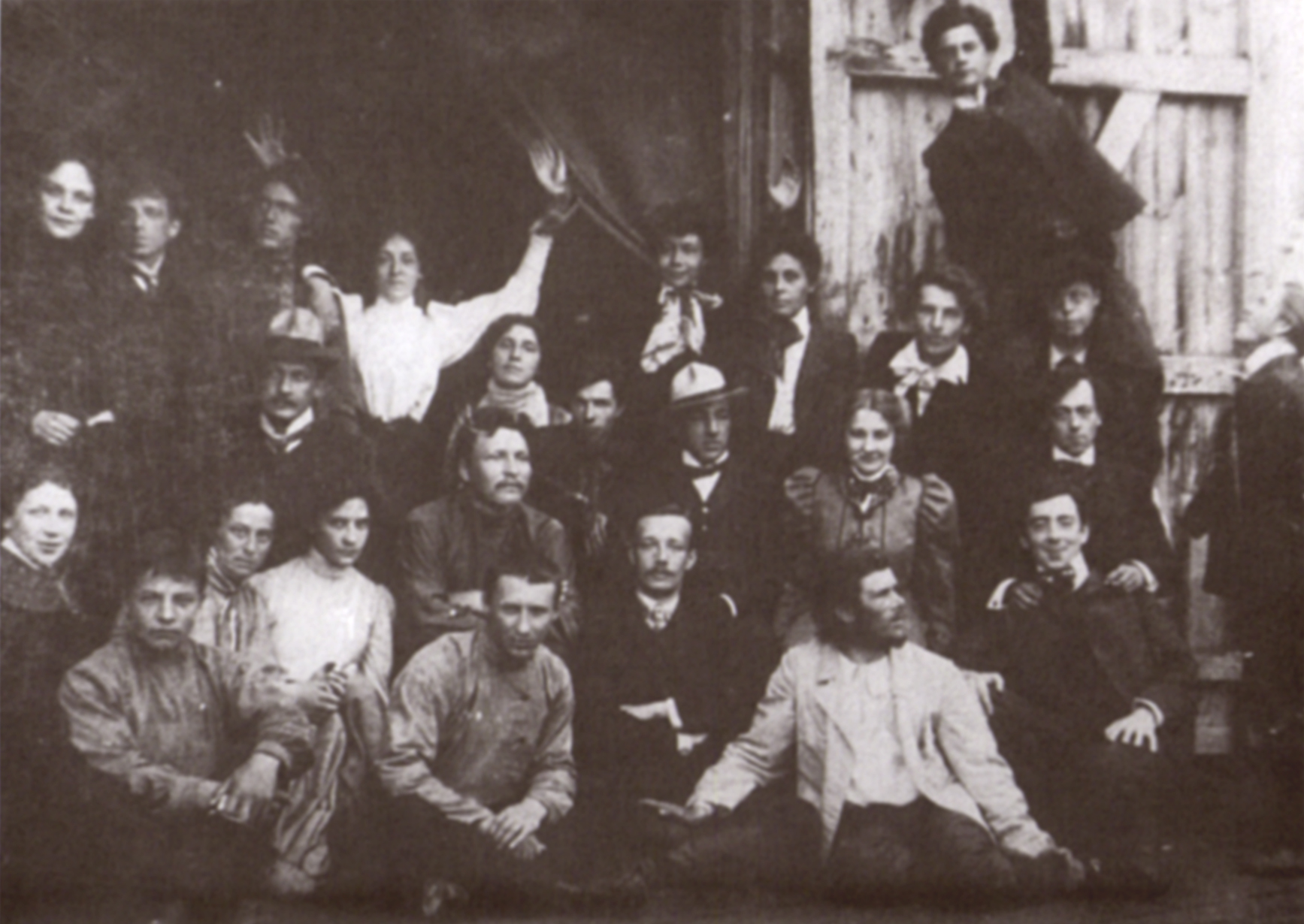
Członkowie Teatru-Studio, Meyerhold drugi w ostatnim rzędzie od lewej

W 1902 Meyerhold odszedł z zespołu Teatru Artystycznego prawdopodobnie z powodu konfliktu z Niemirowiczem-Danczenką (miał rzekomo gwizdać w czasie premiery sztuki Niemirowicza-Danczenki). Zorganizował trupę prowincjonalną pod nazwą Towarzystwo Nowego Dramatu, z siedzibą w Chersoniu, następnie w Tyflisie i Mikołajowie. Latem 1902 wyjechał do Włoch. Przez te lata był zdany na własne siły. Wychowany w dostatku, musiał utrzymywać siebie, dom i rodzinę z własnej pracy (na przełomie 1897/1898 zbankrutowało przedsiębiorstwo „Dom handlowy Emil Meyerhold i synowie”, nastąpiła licytacja majątku i ruchomości).
W latach 1902–1903 kierował zespołem Towarzystwa Nowego Dramatu. Przygotowywał premiery, m.in. Czechowa, Gorkiego, Gribojedowa, Ostrowskiego, Aleksieja Tołstoja, Shakespeare’a, Ibsena, Strindberga, Hauptmanna, Wedekinda, Przybyszewskiego, Bałuckiego, Maeterlincka, Heijermansa, Schnitzlera, Sudermana. Reżyserując wszystkie sztuki, występował jednocześnie jako aktor.
W 1905 roku wiosną ponownie spotkał się w Moskwie ze Stanisławskim, od którego otrzymał propozycję kierowania filią Teatru Artystycznego, nazwaną Teatrem-Studio (tzw. Studio na Powarskiej), pod opieką Stanisławskiego i za jego pieniądze. W skład Teatru-Studio weszła część aktorów Towarzystwa Nowego Dramatu oraz absolwenci kursów dramatycznych przy Teatrze Artystycznym. Do otwarcia teatru, przewidzianego na 10 października, nie doszło z powodu wybuchu rewolucji 1905 roku. Praca Studia oceniona na podstawie próby generalnej i przeglądu dotąd wykonanych prac została przyjęta krytycznie.

### Okres petersburski
W 1906 roku wznowiło działalność Towarzystwo Nowego Dramatu w Tyflisie i Połtawie. Jednocześnie podjął pracę na stanowisku głównego reżysera w teatrze Wiery Komissarżewskiej w Petersburgu. Do czasu odejścia z teatru Komissarżewskiej (listopad 1907) Meyerhold wystawił 13 premier, m.in. Hedda Gabler, Norę, Komedię miłości Ibsena, Cud świętego Antoniego, Pelleasa i Melisandę Maeterlincka, Budę jarmarczną Błoka, Życie człowieka Andrejewa, Przebudzenie wiosny Wedekinda, i Odwieczną baśń Przybyszewskiego.
W kwietniu 1907 roku wybrał się wraz z Fiodorem Komissarżewskim do Berlina, gdzie widział przedstawienia Maxa Reinhardta w Berliner Kammerspiele oraz kabarety berlińskie. Wkrótce sformułował program realizowanego przez siebie Teatru Umownego. Po dramatycznym zerwaniu z Komissarżewską po raz kolejny pozostał bez pracy.
W 1908 roku przyjął od Telakowskiego, dyrektora petersburskich teatrów carskich, propozycję współpracy reżyserskiej z teatrami Aleksandryjskim i Maryjskim – od początku sezonu 1908/1909. Na początku roku zorganizował zespół objazdowy. Od 1 września rozpoczął dziesięcioletni okres pracy w teatrach carskich Petersburga, gdzie przygotował swoje najważniejsze przedstawienia okresu przedrewolucyjnego, dramatyczne i operowe, m.in. Tristan i Izolda Wagnera, Don Juan Moliera, Borys Godunow Musorgskiego, Żywy trup Tołstoja, Orfeusz Glucka, Elektra R. Straussa, Książę Niezłomny Calderona, Pigmalion Shawa, Maskarada Lermontowa, Słowik Strawińskiego. Na jesieni rozpoczął także bardzo żywą w następnych latach współpracę z kabaretami i nadscenkami, które w tym czasie organizowały się w Rosji.

### Studio na Borodinskiej
... splata się tu gra aktora dramatycznego i operowego, tancerza i ekwilibrysty, gimnastyka i clowna.

W latach 1913–1917 Meyerhold prowadził szkołę dla aktorów – Studio na Borodinskiej, w której kształcił adeptów sztuki teatralnej. Reżyser stawiał na wielostronny rozwój swoich aktorów. Zajęcia obejmowały ćwiczenia biomechaniczne, a także wiele przedmiotów praktycznych, m.in. boks, szermierkę, rytmikę, gimnastykę, taniec klasyczny i nowoczesny, żonglerkę, dykcję, śpiew. Nie zabrakło również zajęć teoretycznych: historii teatru, ekonomii i biologii. Aktor w jego teatrze (wychował m.in. aktorów: Babanową, Iljińskiego, Sztraucha) miał o wiele trudniejsze zadanie niż w innych teatrach dramatycznych. Tą drogą Meyerhold wykształcił kadrę aktorów o wszechstronnych uzdolnieniach, niespotykanych w innych teatrach. Rozwijaną w Studiu technikę propagował na łamach pisma „Miłość do Trzech Pomarańczy”, które redagował pod pseudonimem Doktor Dapertutto.

### Po rewolucji październikowej

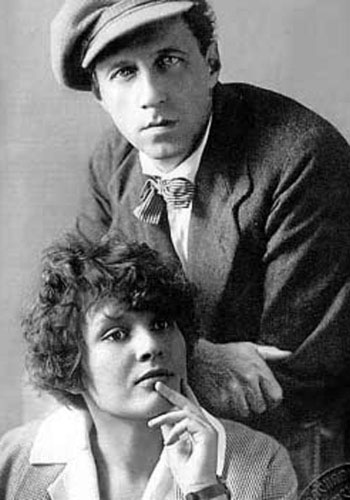
Wsiewołod Meyerhold i Zinaida Reich

Po rewolucji 1917 roku Meyerhold stał się zwolennikiem nowego systemu. Uwięziony przez Białych, po ich klęsce przyjął poglądy bolszewickie. Postulował „teatralny Październik”, zaczął tworzyć teatr agitacyjno-propagandowy, skierowanego do publiczności proletariackiej. Chciał, aby wstęp do teatru był darmowy, a każdy robotnik otrzymywał żetony, za które mógłby uczęszczać na spektakle. Likwidował przyjęte nazwy teatrów, przydzielał im w zamian kolejne numery – sam podjął pracę w Teatrze R.S.F.S.R. Nr 1 (Teatrze Rosyjskiej Republiki Radzieckiej Numer Pierwszy). W latach 1920–1921 kierował Wydziałem Teatralnego Ludowego Komisariatu Oświaty. Pracował m.in. w Teatrze Aktora, a od 1922 roku w teatrze swojego imienia. Został wyróżniony tytułem Aktora Ludowego RFSRR. W swym teatrze zasłynął jako inscenizator Lasu (1924) Ostrowskiego, Rewizora (1926) Gogola, Krzyczcie, Chiny! Trietjakowa, Mandatu Erdmana, a szczególnie trzech sztuk – Misterium-buffo (1918, 1921), Pluskwy, Łaźni (1930) – Majakowskiego. Ponadto wystawił dziesiątki sztuk z klasycznego repertuaru rosyjskiego, dramaturgii światowej i współczesnej mu dramaturgii radzieckiej. Do ciekawszych inscenizacji należały także: Biada rozumowi (według komedii Mądremu biada Gribojedowa), Śmierć Tarełkina i Wesele Kreczyńskiego Suchowo-Kobylina, Jubileusz i Niedźwiedź (jednoaktówki według Czechowa), Jutrznie Verhaerena, Rogacz Wspaniały Crommelyncka, Dama Kameliowa Dumasa, Trust D. F. na podstawie powieści Erenburga, Wystrzał Biezymieńskiego.

### Śmierć i rehabilitacja

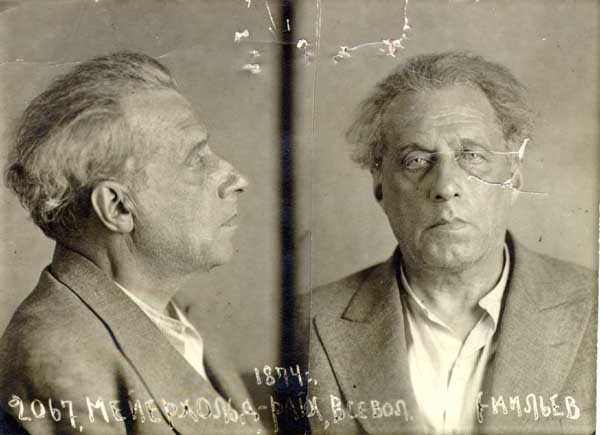
Wsiewołod Meyerhold po aresztowaniu przez NKWD 1939

Mejerhold kierował swoim teatrem od jego powstania aż do stycznia 1938 roku, gdy teatr ten został zamknięty. Po śmierci Konstantego Stanisławskiego (7 sierpnia 1938) został dyrektorem jego teatru operowego, gdzie uprzednio asystował Stanisławskiemu.
20 czerwca 1939 został aresztowany przez NKWD w Leningradzie. Wkrótce po tym wydarzeniu jego druga żona, aktorka Zinaida Reich (uprzednio żona Sergieja Jesienina), została zamordowana przez zadanie wielu pchnięć sztyletem w ich moskiewskim mieszkaniu 15 lipca 1939 r. Po aresztowaniu Meyerhold był brutalnymi torturami przymuszony do „przyznania się” do współpracy z japońskim i brytyjskim wywiadem. Potem odwołał te zeznania w napisanym w więzieniu liście adresowanym do Wiaczesława Mołotowa. Oświadczył:
Śledczy zaczęli od użycia siły w stosunku do mnie, słabego 65-letniego człowieka. Byłem zmuszany do leżenia twarzą do dołu i byłem bity w podeszwy stóp i w plecy gumową nahajką … Przez następne kilka dni, gdy te partie mojego ciała były pełne wewnętrznych krwiaków, oni znów bili te czerwono-niebiesko-żółte rany nahajkami i ból był tak intensywny, że czułem to jakby lano mi wrzątek na te miejsca. Wyłem i płakałem z bólu. Gdy leżałem na pryczy i zapadałem w sen po 18-godzinnym przesłuchaniu, ażeby znów wrócić z powrotem, budziło mnie własne wycie i miałem drgawki, jak chory na tyfus w ostatnim jego stadium.
1 lutego 1940 skazany przez Kolegium Wojskowe Sądu Najwyższego ZSRR na karę śmierci z zarzutu o działalność antysowiecką i trockistowską. Rozstrzelany 2 lutego 1940. Ciało skremowano w krematorium na Cmentarzu Dońskim, prochy pochowano anonimowo. Jego katem był najprawdopodobniej Wasilij Błochin, jeden z wykonawców zbrodni katyńskiej.
26 listopada 1955 roku Mejerhold został oficjalnie zrehabilitowany przez Kolegium Wojskowe SN ZSRR.

## Teatr Meyerholda

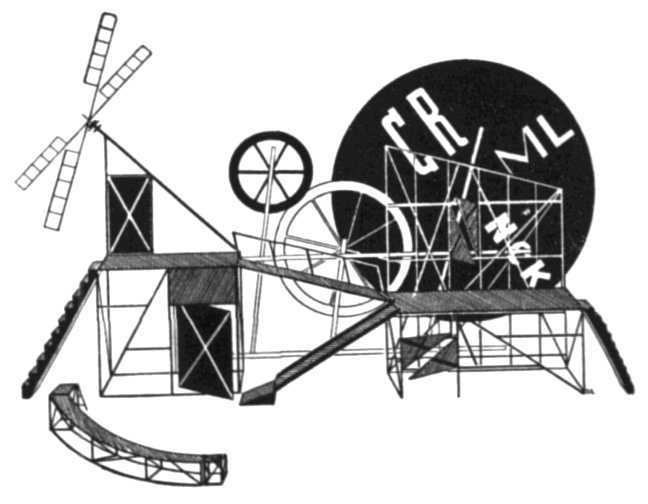
Jeden z planów sceny do przedstawienia w reżyserii Meyerholda

Meyerhold był wrogiem teatru realistycznego i naturalistycznego, dążył do świadomej teatralizacji świata przedstawionego na scenie, wyjaskrawienia sytuacji i charakterów, sięgał po najmocniejsze środki ekspresji scenicznej. Operował skrótem scenicznym, groteską i różnymi formami stylizacji teatralnej. Uważał, że „należy wykorzystywać wszystkie środki istniejące w innych sztukach i ich organicznym stopem oddziaływać na widownię”.
Trudno mówić o szkole Meyerholda. Co prawda Meyerhold był twórcą dość nieokreślonego specjalnego systemu ćwiczeń dla aktora, tzw. „biomechaniki”, jako podstawy teoretycznej własnego teatru, ale istota jego teatru polegała na tym, żeby burzyć wszelki system, również i własny. Główną zasadą było stałe poszukiwanie i eksperymentowanie. Dlatego każda niemal premiera Meyerholda burzyła coś z poprzedniej i wprowadzała nowe środki wyrazu, nową oryginalną interpretację starych klasycznych sztuk (np. Rewizora). Teatr Meyerholda szokował widzów, zmuszał do myślenia, pobudzał do dyskusji. Jego inscenizacje miały nieprzejednanych przeciwników i niemniej zagorzałych wielbicieli, rzadko kiedy widzowie pozostawali obojętni.
Tworzył sztukę zaangażowaną ideologicznie, twierdził, że teatr rewolucji musi wyjść na ulicę, zerwać z kameralnością sceny (z jej pudełkowatością) i widowni. Grać należy dla dziesiątków tysięcy ludzi, by widz przeżywał spektakl w napięciu.

### Specyfika metody Meyerholda
Meyerhold stosował nowatorskie techniki treningu aktorskiego, zwane przez niego biomechaniką, które były wypadkową inspiracji teatrem Wschodu, sportem, naukową refleksją nad ludzkim ciałem. Kładł nacisk na intensywny trening fizyczny, który często wymagał współpracy i synchronizacji ruchów. W ten sposób aktorzy na scenie tworzyli sprawnie współgrający kolektyw, budujący działania zbiorowe, które wyłaniały się z wielości drobnych działań fizycznych (tzw. bodźców-ruchów). Podzielił działania aktorskie na trzy cykle gry: intencji, akcji i reakcji. Łączył w spektaklu ćwiczenia w sekwencje paragimnastyczne, które stawały się punktem wyjścia do stworzenia tzw. „atrakcji”, czyli popisów aktorskich, mocnych akcentów agitacyjnych. Ważną cechą metody Meyerholda był sposób zestawiania na scenie kolejnych scen, które często ze sobą skontrastowane, nabierały nowych znaczeń. Reżyser dbał o odpowiedni rytm przedstawienia, kolejność sekwencji nadawała tempa całości.
Wykorzystywał techniki cyrkowe, czerpał inspirację z farsowych chwytów komedii dell’arte. Zrezygnował z klasycznego podziału na scenę i widownię, wypuszczając między widzów podesty do grania, umieszczając na nich metalowe konstrukcje, potrzebne do aktorskich sekwencji ćwiczeń. Statystów rozmieścił na całej przestrzeni sali, sadzając ich pomiędzy widzami i czyniąc w ten sposób z całej sali teatralnej przestrzeń gry. Chciał uczynić z publiczności współtwórcę przedstawienia przez włączanie jej do działań artystycznych. Podczas spektaklów korzystał niekiedy z projekcji filmowych. Warstwę dźwiękową tworzyły muzyka jazzowa, gra na akordeonie, łoskot maszyn, warkot silników, odgłos toczących się kół. Dużą rolę grały silne efekty świetlne. Zrezygnował z tradycyjnych iluzjonistycznych dekoracji malowanych na płótnie. Spektakl odbywał się na tle kubistycznych lub konstruktywistycznych dekoracji.

### Spektakle
Misterium-buffo w jego reżyserii (1918) według tekstu Majakowskiego okrzyknięto pierwszą prawdziwie radziecką sztuką, zapowiadającą rozwój nowej dramaturgii. Realizując w 1920 roku Jutrznie, akcję symbolistycznego dramatu o wojnie, umieszczoną baśniowej rzeczywistości, przeniósł we współczesność i stworzył propagandowy spektakl opisujący walkę czerwonoarmistów z Białą Armią. Aktorzy bez charakteryzacji, ubrani w szare robotnicze kombinezony i kubistyczne stroje, grali na drewnianych i żelaznych kubistycznych podestach, poza tym scena była pusta. Tło dźwiękowe stanowiły autentyczne komunikaty z frontu walk, zamiast poetyckiego hymnu śpiewano Międzynarodówkę. Na sali rozwieszono rewolucyjne hasła. Wśród publiczności rozmieszczono statystów, którzy zachęcali widzów do oklasków i wznoszenia okrzyków. W przedstawieniu Ziemia staje dęba (1923) Siergieja Trietjakowa Meyerhold przedstawił początek rewolucji, umundurowani czerwonoarmiści zdobywali szturmem widownię i foyer, zatykając czerwone flagi i śpiewając Międzynarodówkę.

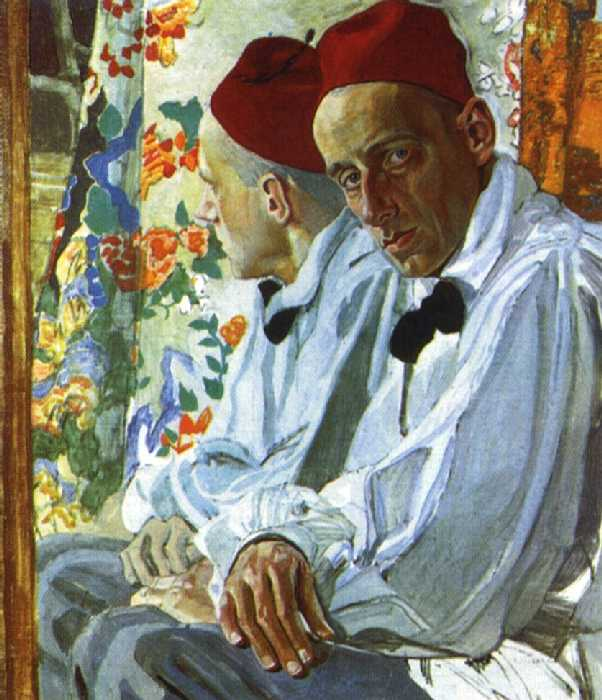
Aleksandr Gołowin, Portret Meyerholda

## Film
Meyerhold był mistrzem Eisensteina, który początkowo szkolił się na reżysera teatralnego. Wspólna praca wywarła na przyszłym filmowcu silne wrażenie, w swoich dziełach stosował technikę „montażu atrakcji” – łączeniu ze sobą scen pozornie niezwiązanych, co wydobywało z filmu nowe treści. Sam Meyerhold także interesował się kinematografią. W 1915 roku stworzył scenariusz i wyreżyserował Portret Doriana Greya, w którym zagrał także rolę lorda Henry’ego Wottona. W dwa lata później był reżyserem, a także aktorem, w filmie Mocny człowiek na podstawie powieści Stanisława Przybyszewskiego. Do aktorstwa filmowego powrócił raz jeszcze w produkcji Belyy oryol z 1928 roku.

## Publikacje
Meyerhold był autorem szeregu prac o sztuce, ale tylko jedna O teatrze (1912) ukazała się za jego życia.